# Ovidiu Grecea
Ovidiu Grecea (n. 20 noiembrie 1958, Bacău) este un politician român.
A absolvit Academia de Studii Economice.
Înainte de 1989 a fost economist-șef la întreprinderea de sere "30 decembrie" și în 1988 a fost angajat, după ce a fost căutat la dosar, inspector principal în control la Banca Agricolă.
În 1990 a devenit membru fondator al Bankcoop, apoi secretar general al Asociației Bancherilor din Romania.
În 1992, la recomandarea generalului Nițu, a ajuns ofițer-anchetator la Anchete Economice Speciale în cadrul Poliției Capitalei, direct cu gradul de căpitan, de la sublocotenent de intendență.
În 1994 a intrat în Direcția Generală de Informații și Protecție Internă, recomandat de ministrul de interne Tărăcilă generalului Dan, care conducea unitatea respectivă.
În iulie 2001, a fost numit consul general al României în Brazilia, la Rio de Janeiro.